# Pascal Bentoiu
Pascal Bentoiu (n. 22 aprilie 1927, București, România – d. 21 februarie 2016, București, România) a fost un compozitor, muzician și muzicolog român, doctor honoris causa al mai multor universități din țară și străinătate.

## Biografie

### Studii
A studiat compoziția în particular cu Mihail Jora. A urmat cursurile Facultății de Drept din București (1945 - 1947) și apoi s-a înscris la Conservatorul din București (în septembrie 1947) însă nu a putut continua studiile din cauza taxelor exorbitante stabilite de regimul comunist pentru copiii personalităților din România interbelică.

### Activitate
După o perioadă în care a activat ca cercetător la Institutul de Etnografie și Folclor din București (1953-1956), Pascal Bentoiu s-a dedicat în întregime vocației de compozitor. A fost secretar al Secției de muzică simfonică, muzică de cameră și operă din cadrul Uniunii Compozitorilor și Muzicologilor din România (1968-1973), fiind primul președinte al acesteia ales după Revoluția română din 1989. Pascal Bentoiu a făcut parte din jurii ale unor concursuri de prestigiu.
Pascal Bentoiu a fost cel mai reputat expert în muzica compozitorului român George Enescu. A analizat toate lucrările acestuia și a completat unele dintre partiturile rămase neterminate: Simfoniile nr. 4 și 5, poemul simfonic Isis, Trioul cu pian în la minor. Este autorul celei mai importante cărți referitoare la opera muzicală a lui George Enescu, Capodopere enesciene (tipărită și în limba engleză, în Statele Unite ale Americii, și în limba germană, în Germania).
În calitate de muzicolog, Pascal Bentoiu a scris mai multe cărți, zeci de articole și studii în revistele de specialitate, a participat la sute de emisiuni de radio și de televiziune. A susținut zeci de conferințe, prelegeri, cursuri de măiestrie, în țară și în străinătate.

## Muzica lui Pascal Bentoiu

### Trăsături generale
Muzica sa este lirică și colorată,  se inspiră din resursele folclorului românesc, precum și din muzica serială și din alte tehnici contemporane. Este un compozitor cu un limbaj rafinat, modern, dar axat pe valorile expresivității muzicii, având tangențe cu neoromantismul. Pascal Bentoiu explorează zonele tonalului, modalului, se bazează pe rigoarea construcției, uneori pe idei programatice. Multe dintre lucrările sale se grupează în cicluri (Cvartetele de coarde nr. 3–6, Simfoniile nr. 6-8). 
Bentoiu a compus trei opere, opt simfonii, patru concerte, șase cvartete de coarde, precum și sonate și șase cicluri de melodii. Opera sa Hamlet, terminată în 1974, a fost premiată pe plan internațional și a fost reprezentată în premieră mondială în Franța, la Marsilia. Opera Amorul doctor beneficiază de o înregistrare specială realizată de Radio BBC 3 și de Radio ORTF Paris. Opera Jertfirea Ifigeniei a fost prima creație din categoria opere radiofonice scrisă de un român și a primit Premiul "Italia" al Radiodifuziunii italiene. Trilogia simfoniilor Culori, Imagini și Volume relaționează muzica cu celelalte arte, respectiv pictura, arhitectura și literatura.

## Distincții
Este doctor honoris causa al mai multor universități din țară și din străinătate (dr.h.c.mult.), printre care Universitatea Națională de Muzică București, Universitatea de Arte "George Enescu" din Iași, Academia de muzică "Gheorghe Dima" din Cluj, Central College Pella, Iowa, S.U.A.. A primit numeroase premii și distincții naționale și internaționale, decorații ale statului român. Printre acestea Premiul de Stat (1964), Premiul internațional "Italia" al Radioteleviziunii Italiene (RAI) din Roma (1968), Ordinul Meritul Cultural, cls. a III-a, cls. a II-a (1969, 1971), Premiul internațional "Guido Valcarenghi" din Roma (1970), premiile Academiei Române (1974, 1986) și premiile Uniunii Compozitorilor și Muzicologilor din România (1971, 1975, 1978, 1979, 1980, 1983, 1985, 1987), Premiul Alianței Naționale a Uniunilor de Creatori ANUC (1992), Premiul revistei "Actualitatea muzicală".

### Decorații
- Medalia „Meritul Cultural” clasa I (26 septembrie 1966) „pentru merite deosebite în activitatea literară, artistică și de răspîndire a culturii naționale, cu prilejul Centenarului Academiei Republicii Socialiste România”[5]
- Ordinul „Meritul Cultural” clasa a III-a (20 aprilie 1971) „pentru merite deosebite în opera de construire a socialismului, cu prilejul aniversării a 50 de ani de la constituirea Partidului Comunist Român”.[6]
- Ordinul național „Serviciul Credincios” în grad de Mare Ofițer (1 decembrie 2000) „pentru realizări artistice remarcabile și pentru promovarea culturii, de Ziua Națională a României”[7]
- Ordinul Steaua României în grad de Mare Ofițer (2007)

## Viață personală
Pascal a fost fiul avocatului Aurelian Bentoiu; este fratele scriitoarei Marta Cozmin și cumnatul scriitorului Alexandru Miran. A fost căsătorit cu scriitoarea Annie Bentoiu. Fiica lor este soprana și profesoara Ioana Bentoiu, stabilită în Elveția.

## Compoziții

### Opere
- Amorul doctor, operă comică într-un act, libretul aparține compozitorului, după piesa lui Molière; L’amour médecin, opus 15, 1964, premiera la București, 23 decembrie 1966[9]
- Jertfirea Ifigeniei, operă radiofonică, libret de A. Pop și de Pascal Bentoiu, după Euripide, opus 17, premiera la București, 20 septembrie 1968
- Hamlet, operă în două acte, libret de Pascal Bentoiu, după tragedia Hamlet de William Shakespeare, opus 18, 1969, premiera absolută la Marsilia, Franța, la 26 aprilie 1974; premiera românească la 26 septembrie 1975, la Opera Română din București

### Muzică orchestrală și concertantă
- Simfonia nr. 1, op.16 (1965)
- Simfonia nr. 2, op.20 (1974)
- Simfonia nr. 3, op.22 (1976)
- Simfonia nr. 4, op.25 (1978)
- Simfonia nr. 5, op.26 (1979)
- Simfonia nr. 6 „Culori”, op.28 (1985)
- Simfonia nr. 7 „Volume”, op.29 (1986)
- Simfonia nr. 8 „Imagini”, op.30 (1987)
- "Eminesciana III", concert pentru orchestră, op. 23 (1976)
- Poemul simfonic „Luceafărul”, op. 7, după Mihai Eminescu (1957)
- Suita simfonică „Imagini bucureștene”, op. 10 (1959)
- Suita ardelenească, op. 6 (1955)
- Uvertura de concert, op. 2 (1948)
- Concertul pentru pian și orchestră nr. 1, op. 5 (1954)
- Concertul pentru pian și orchestră nr. 2, op. 12 (1960)
- Concertul pentru vioară și orchestră, op. 9 (1958)
- Concertul pentru violoncel și orchestră, op. 31 (1989)

### Muzică de scenă
Pentru următoarele piese de teatru: 
- Nunta lui Figaro (Beaumarchais)
- Fântâna Blanduziei (Alecsandri)
- Femeia îndărătnică (Shakespeare); de același autor Doi domni din Verona, Romeo și Julieta, Poveste de iarnă, Hamlet, Visul unei nopți de vară

precum și pentru alte piese, de alți autori (Eschil, Euripide (Ifigenia la Aulis), Camus, Rostand ș.a.)

### Muzică de cameră
- Sonata pt. pian, op. 1 (1947, revizuită în 1957)
- Sonata op. 14 pentru vioară și pian (1962)
- Cvartetul de coarde nr. 1, op. 3 (1953)
- Cvartetul de coarde nr. 2 „al consonanțelor”, op. 19, (1973)
- Cvartetul de coarde nr. 3, op. 27a (1981)
- Cvartetul de coarde nr. 4, op. 27b (1981)
- Cvartetul de coarde nr. 5, op. 27c (1982)
- Cvartetul de coarde nr. 6, op. 27d (1982)

### Lieduri
- „Patru cântece pe versuri de Șt.O. Iosif”, op. 4 (1953)
- Trei sonete (Mihai Eminescu), op. 8 (1958)
- Cinci cântece (Nina Cassian), op. 11 (1959)
- Patru cântece (Mihai Beniuc), op. 13 (1961)
- „Flăcări negre” (Alexandru Miran), op. 21 (1974)
- „Incandescențe” (Alexandru Miran), op. 24 (1977)
- „Gelozie” (George Topîrceanu)

## Cărți
- Imagine și sens (Editura Muzicală, București, 1971, ed. 2/1973, versiune franceză 1979)
- Deschideri spre lumea muzicii  (Editura Muzicală, București, 1973)
- Gândirea muzicală (Editura Muzicală, București, 1975)
- Capodopere enesciene (Editura Muzicală, București, 1984)
- Breviar enescian (Editura UNMB, București, 2005)
- Opt simfonii și un poem (Editura UNMB, București, 2007)
- Masterworks of George Enescu. A Detailed Analysis. Translated by Lory Wallfisch. (Scarecrow Press, Lanham, Maryland, 2010)[10]. Versiunea în limba engleză a volumului „Capodopere enesciene”.
- George Enescu: Meisterwerke – Pascal Bentoiu, Frank & Timme, Berlin, 2015. Traducere de Larisa Schippel și Julia Richter a volumului „Capodopere enesciene”.